# Eduardo León Garrido
Eduardo León Garrido (Madrid, 1856-Caen, 1949) fue un pintor español.
Inició su formación en la Escuela Superior de Pintura de Madrid y como discípulo en el taller de Vicente Palmaroli. Gracias a una beca concedida por la Diputación de Madrid, viajó a París donde acudió al taller de Raimundo Madrazo. Más tarde viajó a Italia, contactando en Venecia con pintores españoles de la talla de Mariano Fortuny y Martín Rico. En 1905 fue nombrado profesor de la Escuela de Artes y Oficios de Varennes, permaneciendo en Francia el resto de su vida. Su hijo Louis-Édouard Garrido fue también pintor
Su estilo está influido por el impresionismo y para algunos críticos guarda semejanzas con el de Manet. Su obra está dedicada principalmente a temas costumbristas, retratos de elegantes mujeres ataviadas con ropas de la Belle Époque y a la reproducción de escenas galantes. Alcanzó gran éxito en su época y expuso en París, Londres y Múnich.
Algunos de sus lienzos pueden contemplarse en el Museo del Prado (Madrid), Museo Nacional de Bellas Artes (Argentina), Museo de Bellas Artes de Bilbao y colecciones particulares como la Colección Bellver de Sevilla.

## Obras

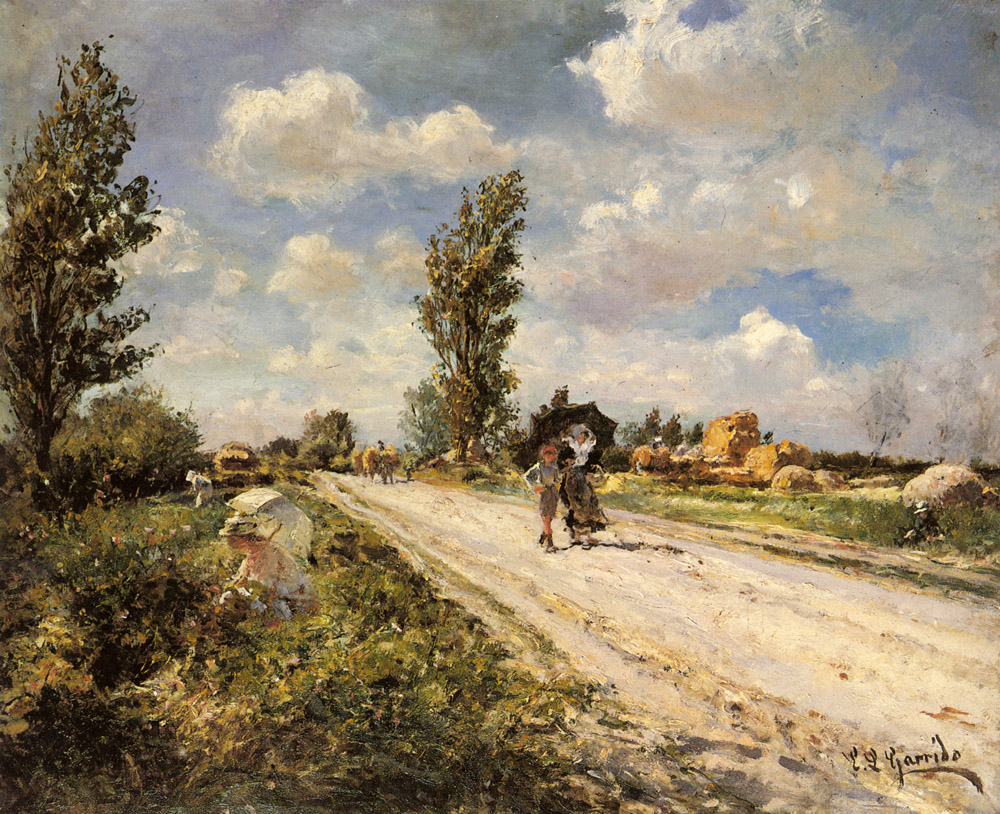
Un día de verano
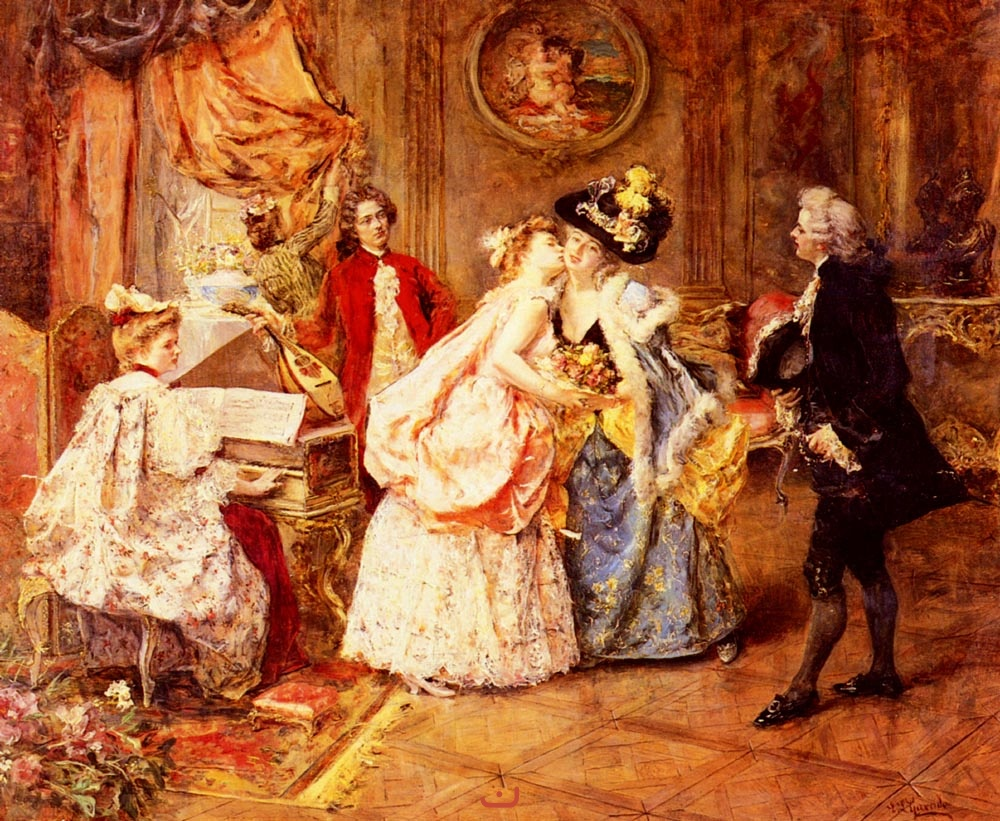
La llegada
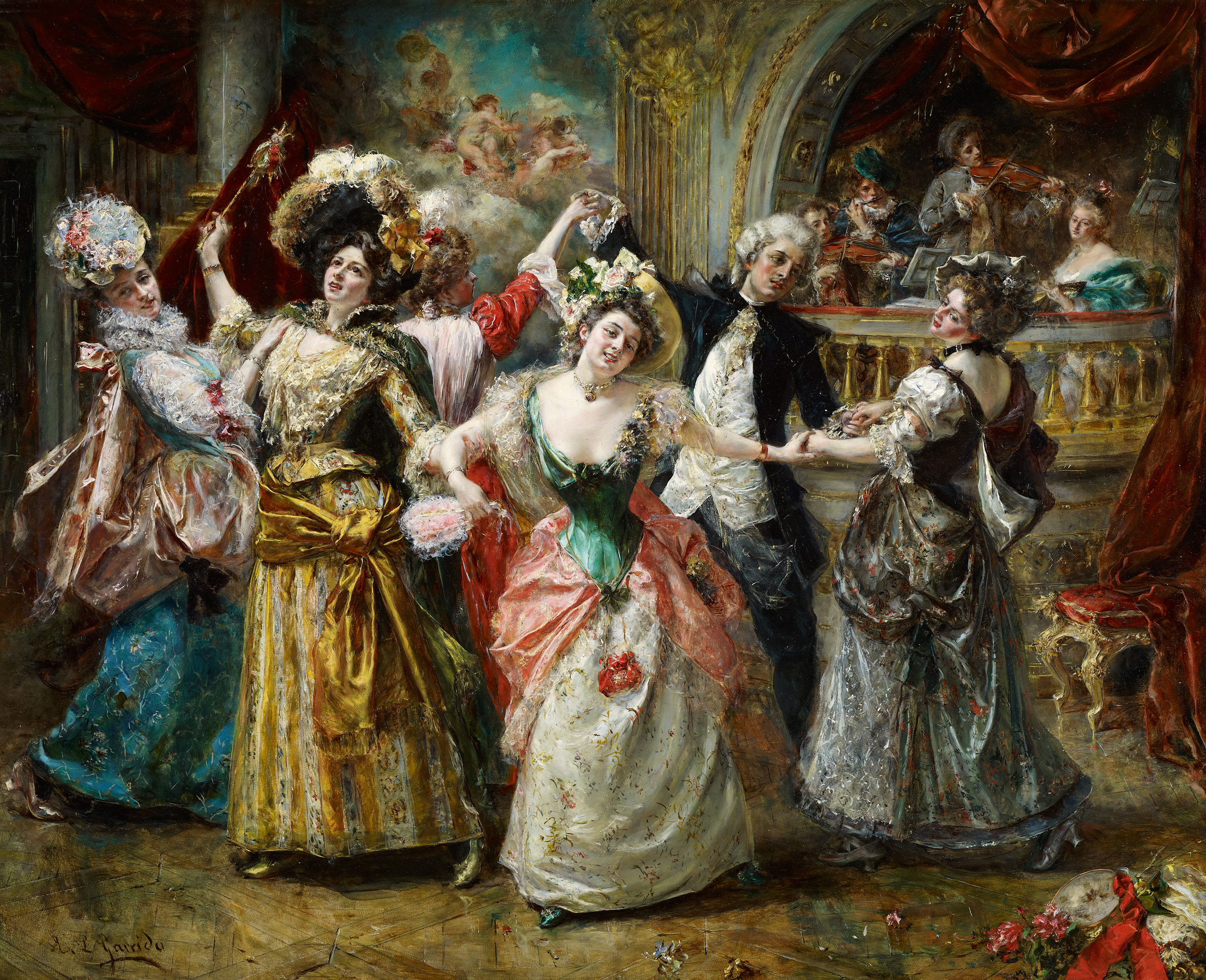
El Galán del Sarao
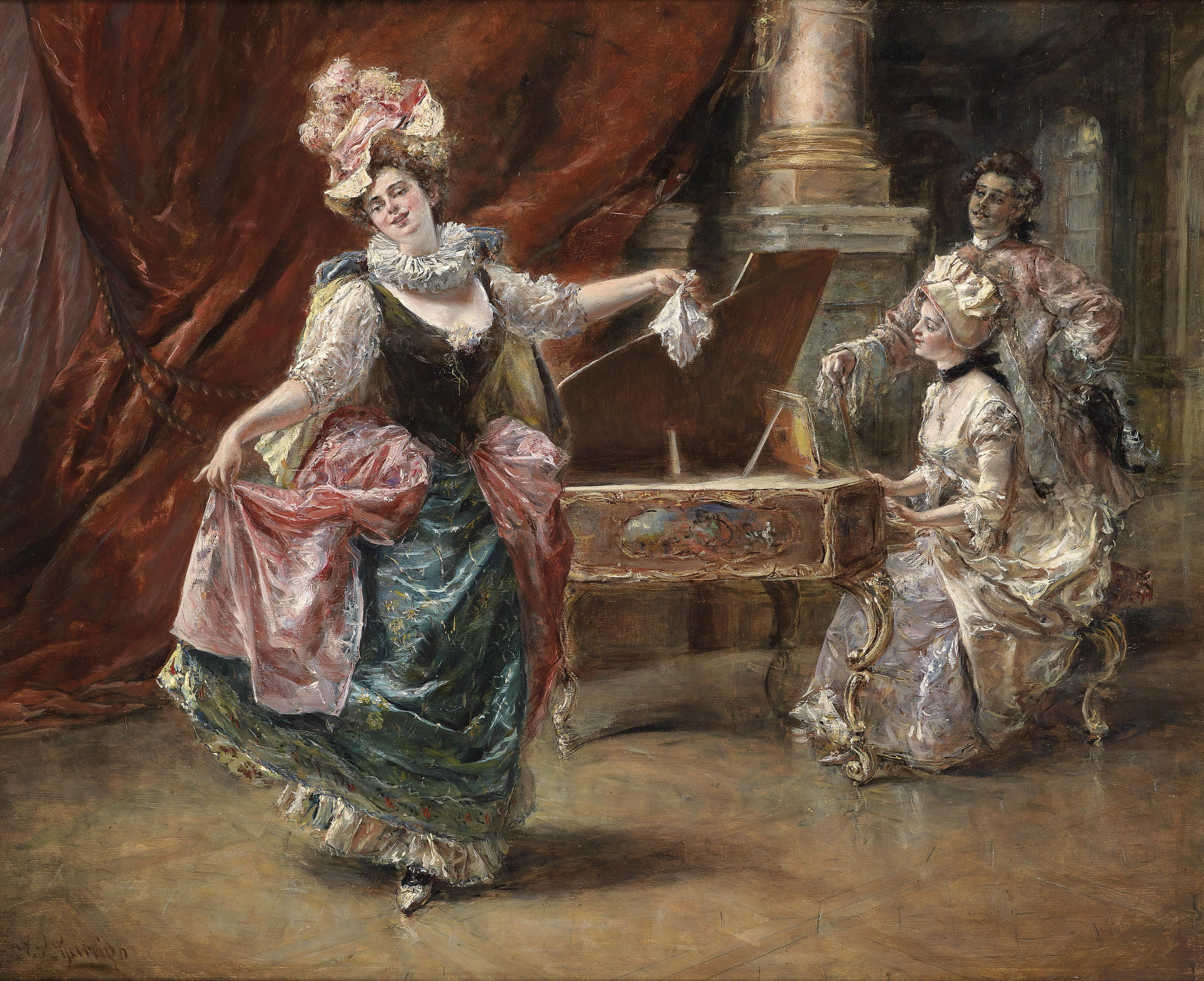
El espectáculo de danza
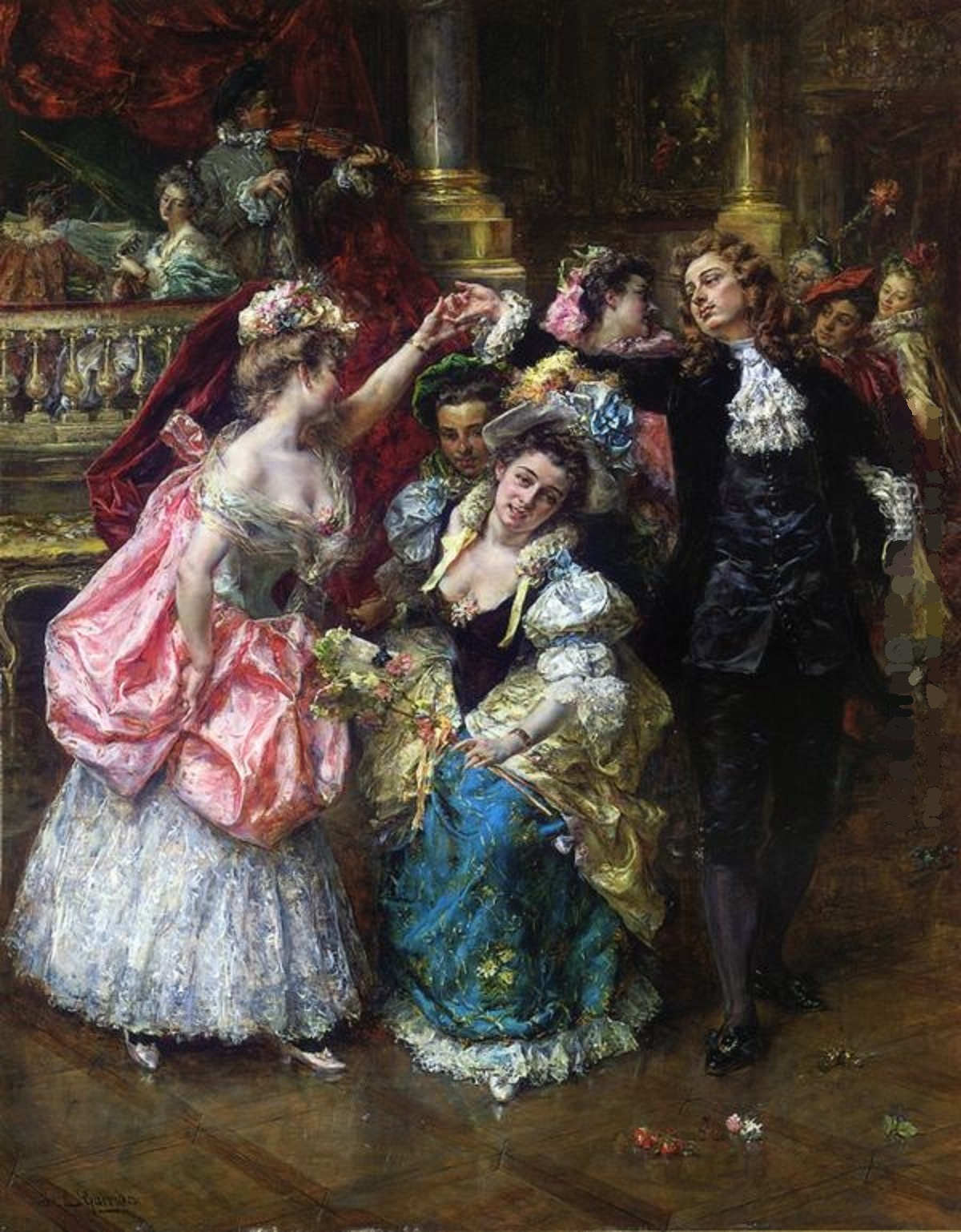
Farandola del ballet de la ópera de Marsella
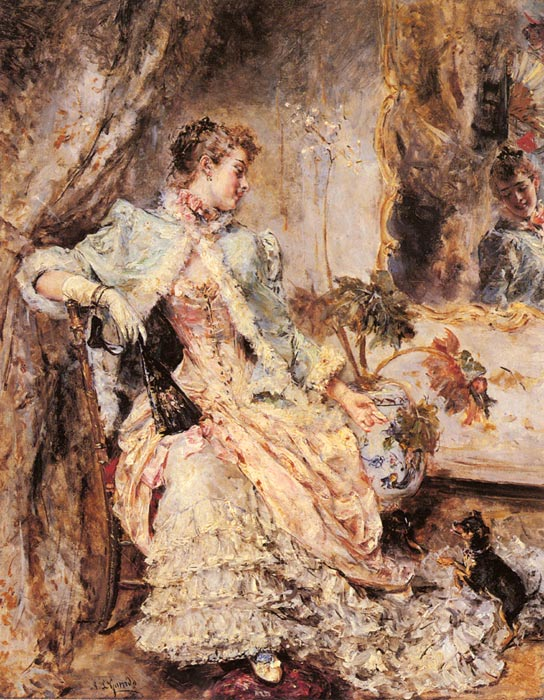
Una dama elegante con su perro
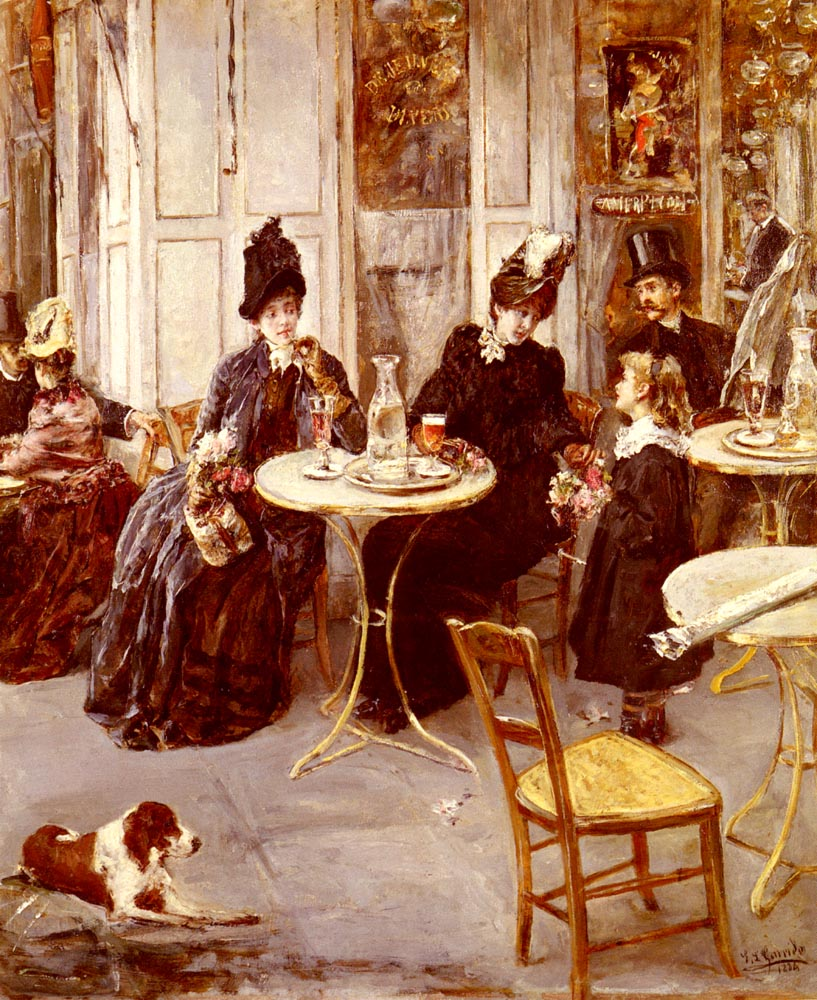
Au café